# Dgħajsa

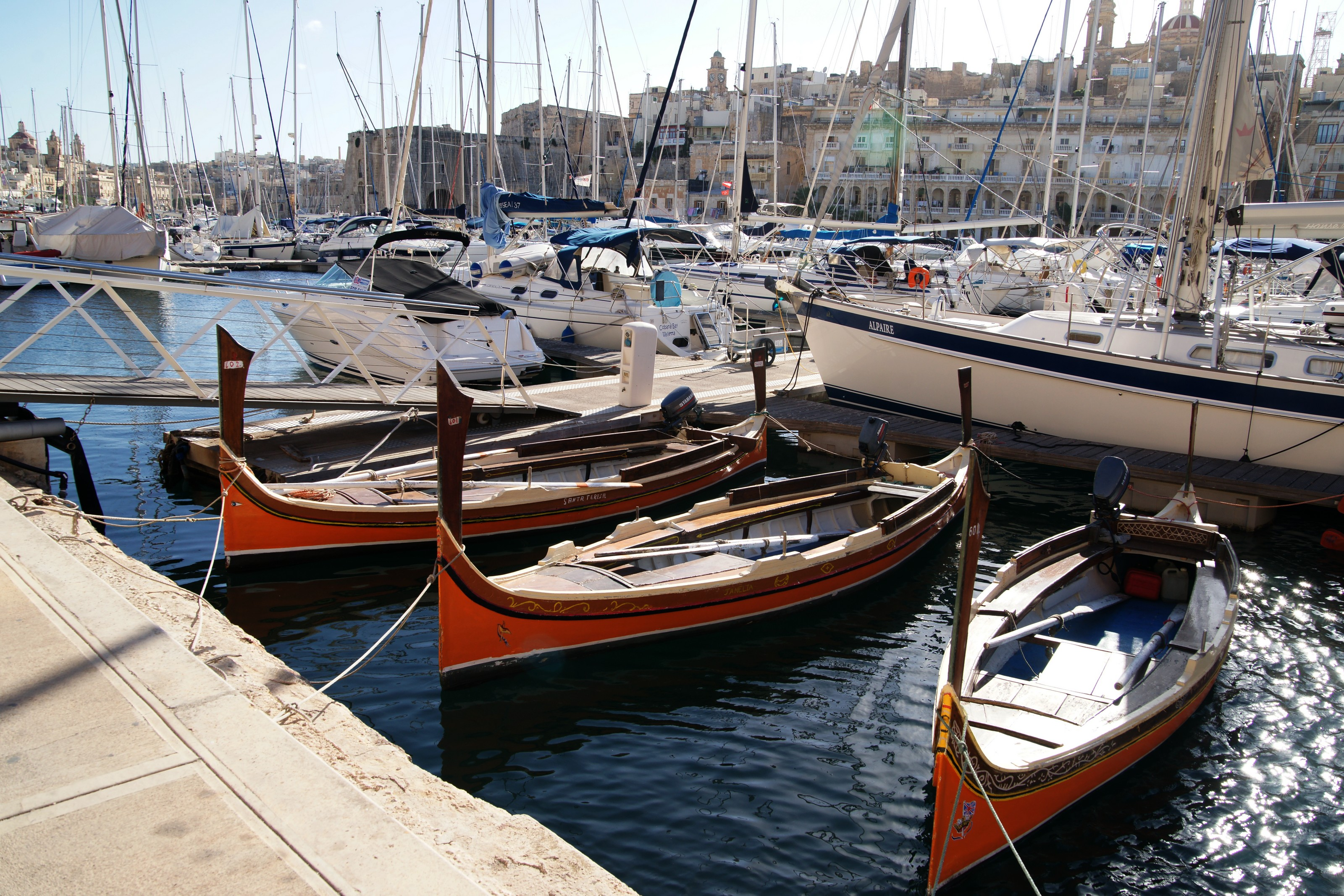
Dgħajjes a Birgu.

La dgħajsa (pronuncia maltese: [dɐɪsɐ], pl. dgħajjes [dɐɪjɛs]) è un tradizionale taxi marino dell'isola di Malta.
La forma della dgħajsa, così come quella di un'altra barca maltese, il luzzu, risale probabilmente ai tempi dei Fenici, sebbene sia stato modificata nel tempo, specialmente durante il dominio britannico a Malta.
Le dgħajjes venivano usate principalmente nell'area del Porto Grande per trasportare passeggeri e piccoli bagagli dalle navi a terra. Di solito erano governate da un uomo che, in piedi e rivolto in avanti, spingeva su due remi. Le parti alte a prua e poppa possono sembrare solo ornamentali, ma sono utili per il governo della barca e l'imbarco e lo sbarco dei passeggeri.
Una dgħajsa chiamata Sant'Angelo fu commissionata dalla Royal Navy e costruita tra il 1950 e il 1952 per traghettare la principessa Elisabetta dalla sua nave a Forte Sant'Angelo durante una delle sue visite a Malta. Questa barca è ancora in uso ed è stata recentemente restaurata.
Fino agli anni Settanta c'erano circa un migliaio di dgħajjes registrate a Malta, mentre oggi sopravvivono solo circa 12 dgħajjes originali, a causa degli alti costi di manutenzione e del fatto che ci sono pochi carpentieri esperti in grado di costruire queste barche. La Koperattiva tal-Barklori è una cooperativa di armatori che cercano di preservare le poche dgħajsas rimaste. La più antica ancora esistente è la Palomba, costruita più di 150 anni fa e restaurata.
Oggi le dgħajjes sono utilizzate quotidianamente come taxi marini e alcune sono state motorizzate con motori diesel.